# San Marino op het Eurovisiesongfestival 2012
San Marino nam deel aan het Eurovisiesongfestival 2012 in Bakoe, Azerbeidzjan. Het was de derde deelname van het land op het Eurovisiesongfestival. SMRTV was verantwoordelijk voor de San Marinese bijdrage voor de editie van 2012.

## Selectieprocedure
In januari 2012 gaf de San Marinese nationale omroep te kennen te zullen deelnemen aan de volgende editie van het Eurovisiesongfestival. De omroep koos de artiest en het lied via een interne selectie.
Op 14 maart maakte de omroep bekend dat zangeres Valentina Monetta San Marino zou gaan vertegenwoordigen op het Eurovisiesongfestival.
Twee dagen later werd het lied gepresenteerd tijdens een persconferentie. Monneta zou het lied Facebook uh, oh, oh zingen in Bakoe. Het nummer was geschreven door de Duitse componist Ralph Siegel.
Op 18 maart maakte de EBU bekend dat het lied Facebook uh, oh, oh niet aan de reglementen voldeed. Volgens de EBU worden er in de tekst commerciële uitingen gedaan en dat is niet toegestaan. Voor 23 maart moesten ze ofwel een nieuw nummer maken ofwel de tekst in het nummer wat veranderen, anders was de deelname van San Marino niet meer toegestaan dit jaar. Uiteindelijk koos SMRTV ervoor om het nummer te behouden, maar alle verwijzingen naar Facebook te verwijderen. Het nummer kreeg ook een nieuwe titel: The social network song (oh oh - uh - oh oh).

## In Bakoe
In Bakoe trad San Marino aan in de eerste halve finale, op dinsdag 22 mei. Valentina Monetta was als elfde van achttien acts aan de beurt, na die van Israël en voor die van Cyprus. Bij het openen van de enveloppen bleek dat San Marino zich niet had weten te plaatsen voor de finale. Na afloop van de finale zou duidelijk worden dat San Marino op de 14de plaats was geëindigd, met 31 punten. 

### Gekregen punten
| 12 punten      | 10 punten    | 8 punten | 7 punten      | 6 punten |
| -------------- | ------------ | -------- | ------------- | -------- |
|                | - Albanië    |          | - Moldavië    |          |
| 5 punten       | 4 punten     | 3 punten | 2 punten      | 1 punt   |
| - Azerbeidzjan | - Montenegro | - Italië | - Griekenland |          |

### Punten gegeven door San Marino

#### Halve finale 1
| 12 punten | Ierland     |
| 10 punten | Albanië     |
| 8 punten  | Montenegro  |
| 7 punten  | Griekenland |
| 6 punten  | Roemenië    |
| 5 punten  | Moldavië    |
| 4 punten  | Denemarken  |
| 3 punten  | IJsland     |
| 2 punten  | Rusland     |
| 1 punt    | Zwitserland |

#### Finale
| 12 punten | Albanië      |
| 10 punten | Rusland      |
| 8 punten  | Moldavië     |
| 7 punten  | Italië       |
| 6 punten  | Servië       |
| 5 punten  | Turkije      |
| 4 punten  | Azerbeidzjan |
| 3 punten  | Zweden       |
| 2 punten  | Malta        |
| 1 punt    | Spanje       |